# Ronja Forcher

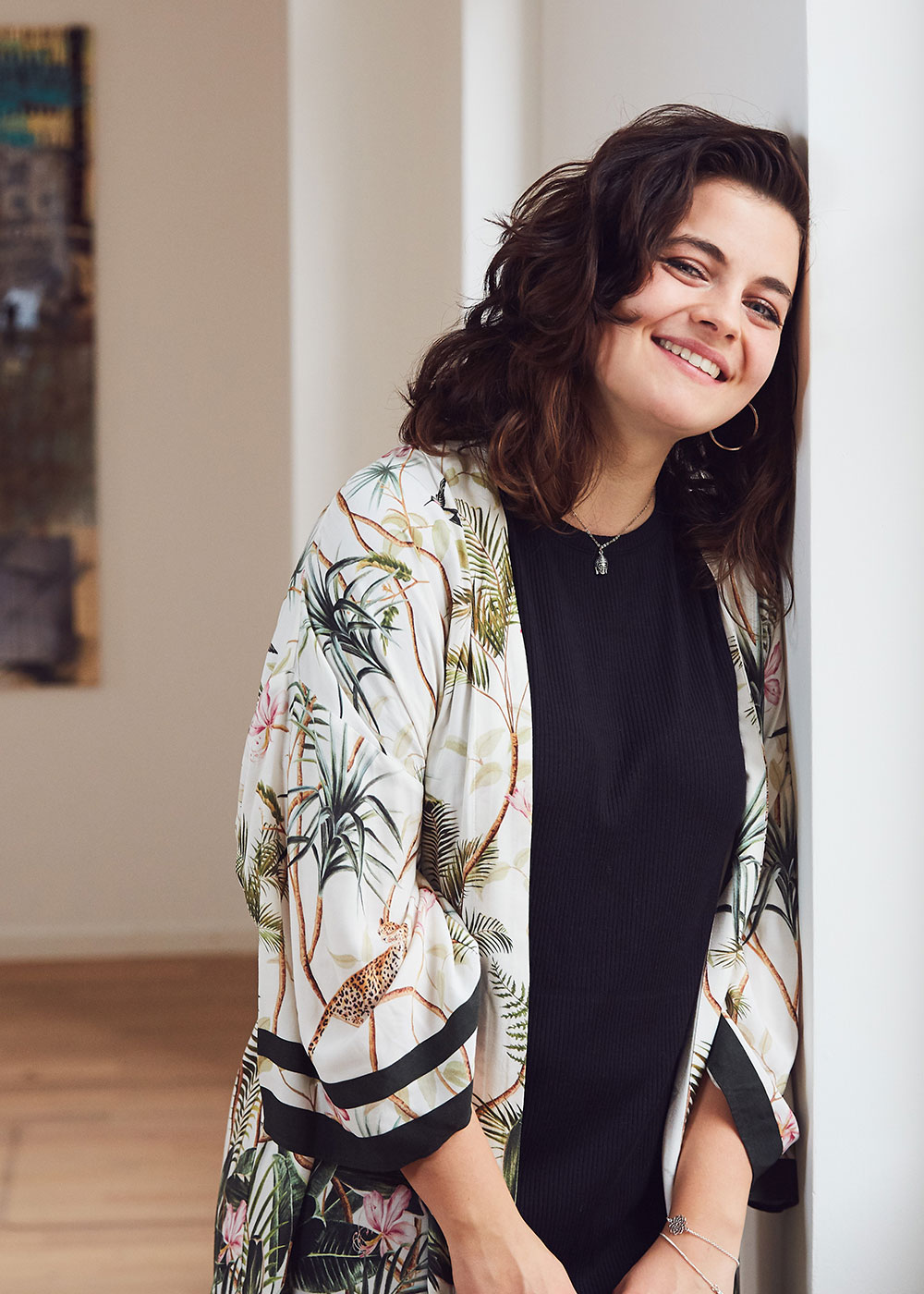
Ronja Forcher, 2019

Ronja Forcher (* 7. Juni 1996 in Innsbruck) ist eine österreichische Schauspielerin und Sängerin.

## Leben und Karriere
Ronja Forcher ist Tochter des Schauspielers Reinhard Forcher. Sie war bereits als Sechsjährige am Tiroler Landestheater in Kinderrollen zu sehen. Von 2014 bis 2015 besuchte sie die Wiener 1st filmacademy Schauspielschule.
Ihr Filmdebüt hatte sie für den KiKA in dem Weihnachtsspecial Beutolomäus. Erstmals im Kino war sie 2003 in Okariki Oraku zu sehen. Danach spielte sie in Fernsehfilmen neben Christine Neubauer, wie im Vierteiler Im Tal des Schweigens. Außerdem ist sie seit 2008 in der Rolle der Lilli Gruber in der ZDF-Fernsehserie Der Bergdoktor zu sehen.
Sie war zwei Jahre lang bis 2019 Teil des Ensembles des Tiroler Landestheaters und spielte auf der großen Bühne namhafte Rollen wie das Gretchen in Goethes Faust, Kreusa in Grillparzers Das goldene Vlies oder Vicky in Fayns Der nackte Wahnsinn.
2015 gründete sie mit vier Schauspielkolleginnen das ALICE Ensemble, ein Frauenensemble, um dem Ungleichgewicht zwischen Frauen und Männern in der Theaterwelt entgegenzuwirken.
Forcher ließ sich 2017 für die April-Ausgabe des Playboy ablichten und kam dabei auch auf das Cover.
Seit 2020 nimmt sie mit ihrem Produzententeam aus dem Haus 2000 in Berlin ihre eigene, deutschsprachige Musik auf. Ihre Debüt-Single Danke erschien 2021 bei der Universal Music/Electrola. Es folgten fünf weitere Singles. Im Juli 2022 erschien ihr Album Meine Reise, auf der die Singles und weitere Songs zu hören sind. Insgesamt sind es 14 Songs. Zusätzlich wurden sechs Musikvideos gedreht.
Im März 2025 erschien mit Für immer an meiner Seite Forchers Autobiografie im Knaur Verlag.
Sie engagiert sich für die José Carreras Stiftung, für Brot für die Welt, Misereor und Viva con Agua. Außerdem ist sie Botschafterin für den Verein „RollOn Austria – Wir sind behindert!“
Ronja Forcher ist seit August 2022 mit dem Schauspieler Felix Briegel verheiratet. Sie wohnt in Hannover, Berlin, in Tirol und bei Potsdam.

## Filmografie (Auswahl)
- 2003: Okariki Okaru[2]
- 2004–2008: Im Tal des Schweigens (Fernsehserie, 4 Folgen)
- 2005: Die Geierwally (Fernsehfilm)
- 2005: Schlosshotel Orth (Fernsehserie, eine Folge)
- 2005: SOKO Wien (Fernsehserie, eine Folge)
- 2006: Folge deinem Herzen (Fernsehfilm)
- 2007: Der Ruf der Berge – Schatten der Vergangenheit (Fernsehfilm)
- 2007: Für immer Afrika (Fernsehfilm)
- 2008: Das Traumhotel – Karibik (Fernsehserie)
- 2008: Afrika im Herzen (Fernsehfilm)
- seit 2008: Der Bergdoktor (Fernsehserie)
- 2009: Schnell ermittelt (Fernsehserie, eine Folge)
- 2012: K2 – La montagna degli italiani (Fernsehfilm)
- 2012: SOKO Kitzbühel (Fernsehserie, eine Folge)

## Diskografie
- 2021: Danke (Single)
- 2021: Tanz für dich (Single)
- 2021: Wie stark ist dein Herz (Single)
- 2021: Danke – Weihnachtsversion (Single)
- 2022: In meiner Welt (Single)
- 2022: Buch mit vielen Seiten (Single)
- 2022: Meine Reise (Album)
- 2024: Tirol Remix (Single)